# Cohors I Batavorum (Britannia)

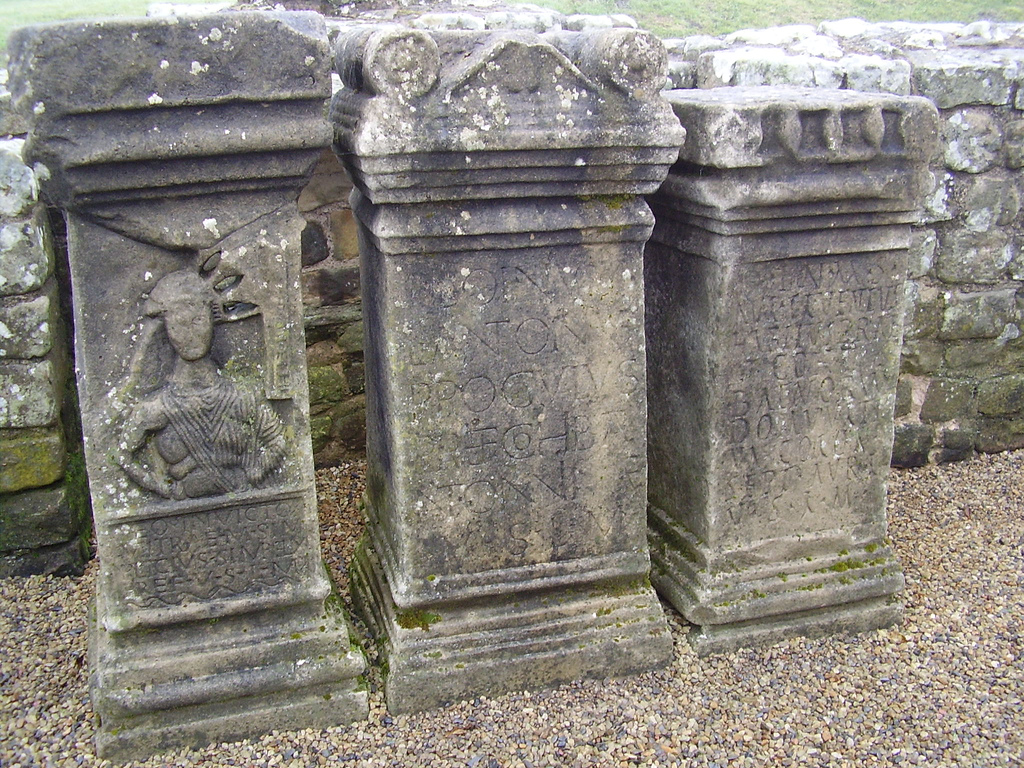
Drei der Altäre in Carrawburgh (Repliken)

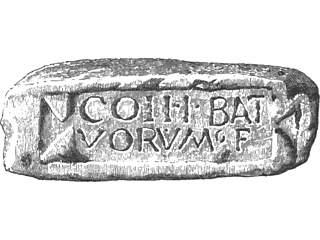
Eine Bauinschrift aus Carvoran

Die Cohors I Batavorum [Marsacorum] [Antoniniana] (deutsch 1. Kohorte der Bataver [der Marsaker] [die Antoninianische]) war eine römische Auxiliareinheit. Sie ist durch Militärdiplome, Inschriften und die Notitia dignitatum belegt. In der Notitia dignitatum wird sie als Cohors prima Batavorum bezeichnet.

## Namensbestandteile
- Cohors: Die Kohorte war eine Infanterieeinheit der Auxiliartruppen in der römischen Armee.

- I: Die römische Zahl steht für die Ordnungszahl die erste (lateinisch prima). Daher wird der Name dieser Militäreinheit als Cohors prima .. ausgesprochen.

- Batavorum: der Bataver. Die Soldaten der Kohorte wurden bei Aufstellung der Einheit aus dem Volk der Bataver rekrutiert.

- Marsacorum: der Marsaker.[A 1] Der Zusatz kommt in dem Militärdiplom von 152/153 vor.

- Antoniniana: die Antoninianische. Eine Ehrenbezeichnung, die sich auf Caracalla (211–217) oder auf Elagabal (218–222) bezieht. Der Zusatz kommt in einer Inschrift[1] vor.

Da es keine Hinweise auf die Namenszusätze milliaria (1000 Mann) und equitata (teilberitten) gibt, ist davon auszugehen, dass es sich um eine Cohors quingenaria peditata, eine reine Infanterie-Kohorte, handelt. Die Sollstärke der Einheit lag bei 480 Mann, bestehend aus 6 Centurien mit jeweils 80 Mann.

## Geschichte
Die Kohorte war in der Provinz Britannia stationiert. Sie ist auf Militärdiplomen für die Jahre 98 bis 178 n. Chr. aufgeführt. Tacitus erwähnt Kohorten der Bataver sowohl an mehreren Stellen in den Historiae als auch in seinem Werk Agricola (Kapitel 36).
Der erste Nachweis der Einheit in Britannien beruht auf einem Diplom, das auf 98 datiert ist. In dem Diplom wird die Kohorte als Teil der Truppen (siehe Römische Streitkräfte in Britannia) aufgeführt, die in der Provinz stationiert waren. Weitere Militärdiplome, die auf 122 bis 178 datiert sind, belegen die Einheit in derselben Provinz. Aus dem Diplom von 152/153 geht hervor, dass die Kohorte zusammen mit der Cohors I Baetasiorum vorübergehend von Britannien in die Provinz Mauretania Tingitana verlegt worden war, um dort an der Niederschlagung eines Aufstandes teilzunehmen.
Letztmals erwähnt wird die Einheit in der Notitia dignitatum mit der Bezeichnung Cohors prima Batavorum für den Standort Procolitia. Sie war unter der Leitung eines Tribuns Teil der Truppen, die dem Oberkommando des Dux Britanniarum unterstanden.

## Standorte
Standorte der Kohorte in Britannien waren möglicherweise:
- Brocolitia (Carrawburgh): mehrere Inschriften[7] wurden hier gefunden. Darüber hinaus wird die Einheit in der Notitia dignitatum für diesen Standort aufgeführt.
- Magnis (Carvoran):[A 4] zwei Inschriften[8] wurden hier gefunden.

Eine Inschrift wurde beim Hadrianswall in der Nähe des Kastells Camboglanna (Castlesteads) gefunden. Eine weitere Inschrift wurde in Castlecary gefunden. Bleisiegel mit dem Stempel C I B wurden in Brough under Stainmore gefunden.

## Angehörige der Kohorte
Folgende Angehörige der Kohorte sind bekannt:

### Kommandeure
| - Aelius Tertius, ein Präfekt - Aulus Cluentius Habitus, ein Präfekt - Burrius []stus, ein Präfekt (RIB 1553) - Lucius Antonius Proculus, ein Präfekt | - Marcus Flaccinius Marcellus, ein Präfekt - Marcus Hispanius Modestinus, ein Präfekt - Marcus Simplicius Simplex, ein Präfekt - Titus Domitius Cosconianus, ein Präfekt |

### Sonstige
| - [?] (RIB 1562) - [?], ein Signifer (RIB 1560) - Aulus Maximus (AE 2002, 896) | - Longi[], ein Bucinator (RIB 1559) - Martius, ein Centurio (RIB 2015) |